# Raoul Salan
Raoul Albin Louis Salan (Roquecourbe, 10 de junio de 1899-París, 31 de julio de 1984) fue un general del Ejército Francés y el cuarto general al mando durante la primera guerra de Indochina. Salan fue uno de los cuatro generales que organizaron en 1961 el golpe de Estado de Argel. Fundó la Organización del Ejército Secreto, conocida como OAS por sus siglas en francés.

## Biografía
Era hijo de un funcionario de hacienda. Con dieciséis años estuvo viviendo con su tía Elena Salán en la localidad española de Casarrubios del Monte, hasta que el 2 de agosto de 1917 se enrola en el Ejército francés para combatir en la Primera Guerra Mundial. El 21 de agosto de 1917 es admitido en la academia de Saint-Cyr en la promoción La Fayette, donde realizó estudios militares y se gradúa el 25 de julio de 1918. Como oficial del ejército francés, combatió durante las dos Guerras Mundiales.
Sirvió en la guerra de Indochina, donde en 1952 llegó a ser el comandante en jefe de las fuerzas allí destinadas. Aunque era el militar con más experiencia en Indochina, el gobierno presidido por René Mayer buscaba un giro político y en enero de 1953, le sustituyó por Henri Navarre, que solo tenía experiencia previa en operaciones de inteligencia.
El 16 de enero de 1957, siendo el comandante de la 10.ª área militar en Argelia, Salan fue objeto de un atentado que acabó con la muerte de un comandante. Salan fue advertido minutos antes por su edecán, Michel Houet. Los terroristas eran residentes franceses en Argelia, que pretendían sustituirle por el General René Cogny, que veían como un líder más enérgico.
El 13 de mayo de 1958 como parte de la operación Resurrección, Salan encabezó una insurrección del ejército francés en Argelia, que pidió el regreso al poder de Charles De Gaulle. Después de su exitoso regreso al poder, Charles de Gaulle lo nombró inspector general del Ejército, lo que le obligó a regresar a la Francia metropolitana. Después de ser enviado a la jubilación anticipada por Charles de Gaulle, Raoul Salan fue a España, donde se reunió con su amigo Ramón Serrano Suñer. Llegó a Madrid a finales de 1960, y pasó seis meses, residiendo en el Hotel Princesa, donde se fraguó el nacimiento de la OAS. Salan y su camarilla fueron discretamente vigilados por la policía franquista. Sin embargo, Salan, con contactos influyentes, logró eludir el cerco policial y fue conducido en un avión español Convair a Argel, para comandar el golpe de Estado del 21 de abril de 1961 con André Zeller, Edmond Jouhaud y Maurice Challe, tras haber fundado junto con otros militares franceses el grupo terrorista OAS.
Salan fue acusado de traición y fue condenado in absentia a muerte. En abril de 1962, fue arrestado en Argel. La condena a muerte fue conmutada por cadena perpetua. El 15 de junio de 1968 se benefició de la amnistía, dictada un día antes, para los últimos 59 condenados por actividades de la OAS y que había sido exigida por el Ejército coincidiendo con los graves disturbios del Mayo del 68. Por una ley de noviembre de 1982 se le reintegró a él y otros siete generales supervivientes su grado militar.

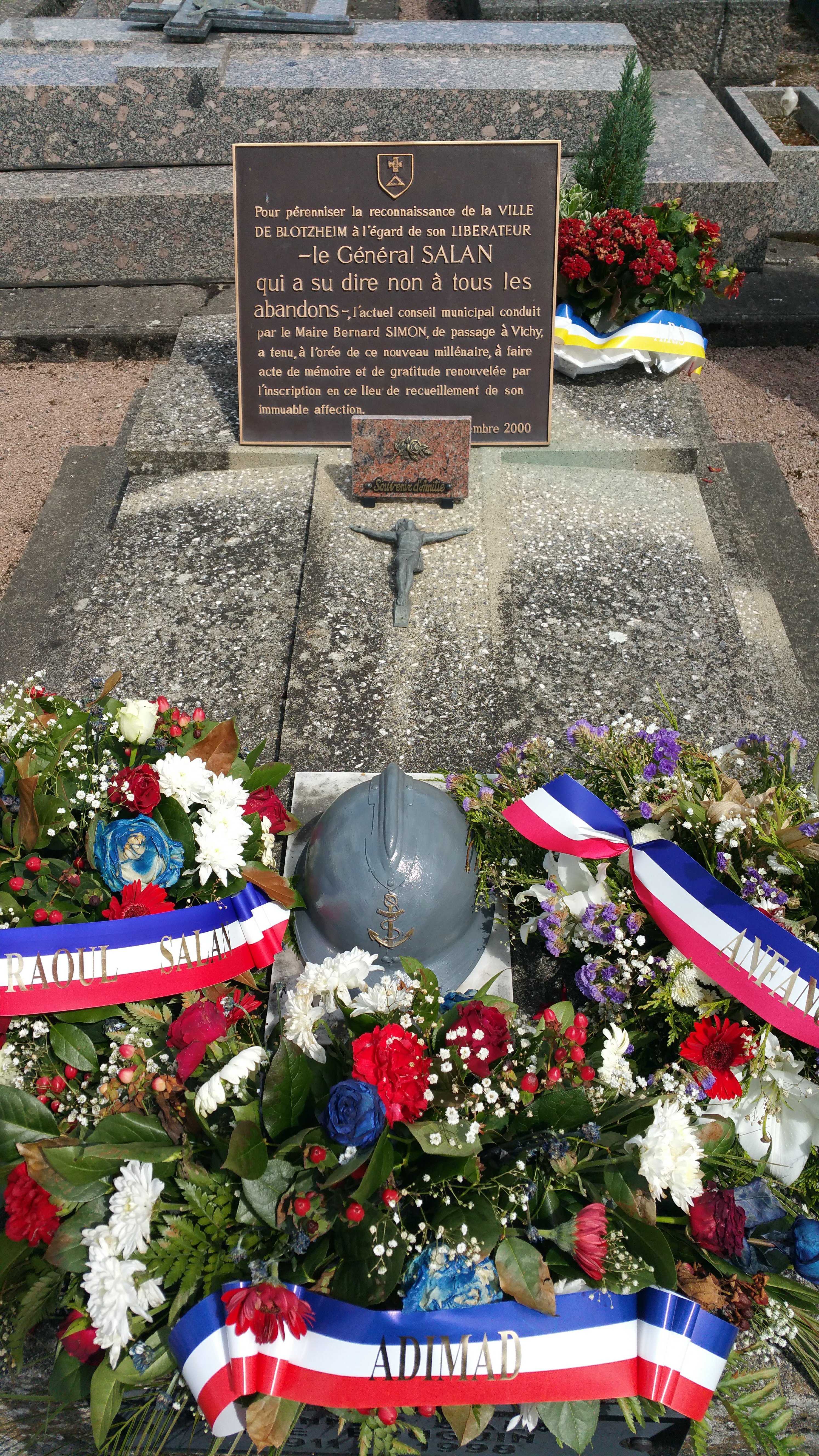
Tumba de Raoul Salan en el cementerio de Vichy

En los 85 años de vida, el general Salan acumuló la mayoría de honores a los que podía aspirar un militar francés: Gran Cruz de la Legión de Honor, Cruz de Guerra 1914-1918, Medalla Militar, Cruz de Guerra, [cita requerida]Gran Cruz de la Orden Nacional, Cruz del Valor Militar, Medalla Interaliada, la Distinguished Service Cross,[cita requerida] la Cruz de la Vaillance, Comendador del Imperio Británico.

## La OAS
Para Salan, la OAS no era una organización política, "sino un verdadero ejército destinado a movilizar a los franceses sobre el terreno esencial de la defensa de las libertades fundamentales, de la justicia social y del territorio nacional"[cita requerida]. Incluso llegó a afirmar que "la OAS no será nunca un equipo gubernamental. Ya existen una Constitución, y sobre todo, las asambleas y un pueblo francés".[cita requerida]
Sobre el terreno, la OAS se ha inscrito en el primer capítulo del terrorismo contemporáneo en Francia. Los robos y atracos, así como el impuesto que pagaban los europeos de la población argelina, le proporcionaban los fondos a la organización. Y desde finales de 1961, el explosivo plástico, los atentados mortales e indiscriminados, se convirtieron en el lenguaje de la OAS contra los objetivos de París, consistentes en concederle la independencia a Argelia. A toda costa, la OAS deseaba impedir la conclusión de los acuerdos entre el Gobierno central y los representantes del nacionalismo argelino. Pero los históricos Acuerdos de Evian fueron firmados por las dos partes el 18 de marzo de 1962.
Históricamente, la independencia de Argelia fue la puntilla para la OAS y para sus jefes, pero los últimos coletazos fueron duraderos y trágicos. Salan y sus asociados atacaron a tumba abierta al Frente Nacional de Liberación (FLN), el movimiento que había luchado por la independencia y que la había conseguido. Con ello, la OAS pretendía crear una situación caótica que, en última instancia, provocaría una intervención del Ejército francés. Pero los hechos probaron que el legalismo de las tropas de la metrópoli, integradas por soldados de reemplazo, no tenía nada que ver, o muy poco, con la mentalidad de las tropas profesionales y los veteranos de las guerras coloniales. Otro factor decisivo en su fracaso es que mientras en el Ejército de Tierra obtuvieron importantes apoyos, la Armada y la Aviación mantuvieron una plena obediencia al presidente Charles De Gaulle.